# UFC Fight Night: Miocic vs. Hunt
UFC Fight Night: Miocic vs. Hunt será um evento de artes marciais mistas promovido pelo Ultimate Fighting Championship, ocorrido em 9 de maio de 2015 no Adelaide Entertainment Centre, em Adelaide, na Austrália.

## Background
A evento principal foi a luta entre os pesos-pesados, Mark Hunt e Stipe Miocic.
Andreas Ståhl enfrentaria Kyle Noke no evento, no entanto, uma lesão tirou Ståhl do evento e ele foi substituído por Jonavin Webb.
Seo Hee Ham lutaria contra Bec Rawlings no evento. No entanto, uma lesão a tirou da luta e ela foi substituída por Lisa Ellis.

## Bônus da Noite
- Luta da Noite: Nenhuma luta foi premiada com esse bônus
- Performance da Noite:  Robert Whittaker,  James Vick,  Dan Hooker e  Alex Chambers